# Р240 (Росія)
Автошлях Р240 Уфа — Оренбург — автомобільна дорога федерального значення загального користування з асфальтовим покриттям протяжністю 374 км, що пролягає з півночі на південь по території Республіки Башкортостан та Оренбурзької області, що найкоротше з'єднує їх адміністративні центри: міста Уфу та Оренбург відповідно.
До 17 листопада 2010 автодорога мала статус міжрегіональної автодороги з порядковим номером Р314.

## Маршрут
Частиною автодороги Р-240 у межах міста Уфи є магістральний проспект Салавата Юлаєва.

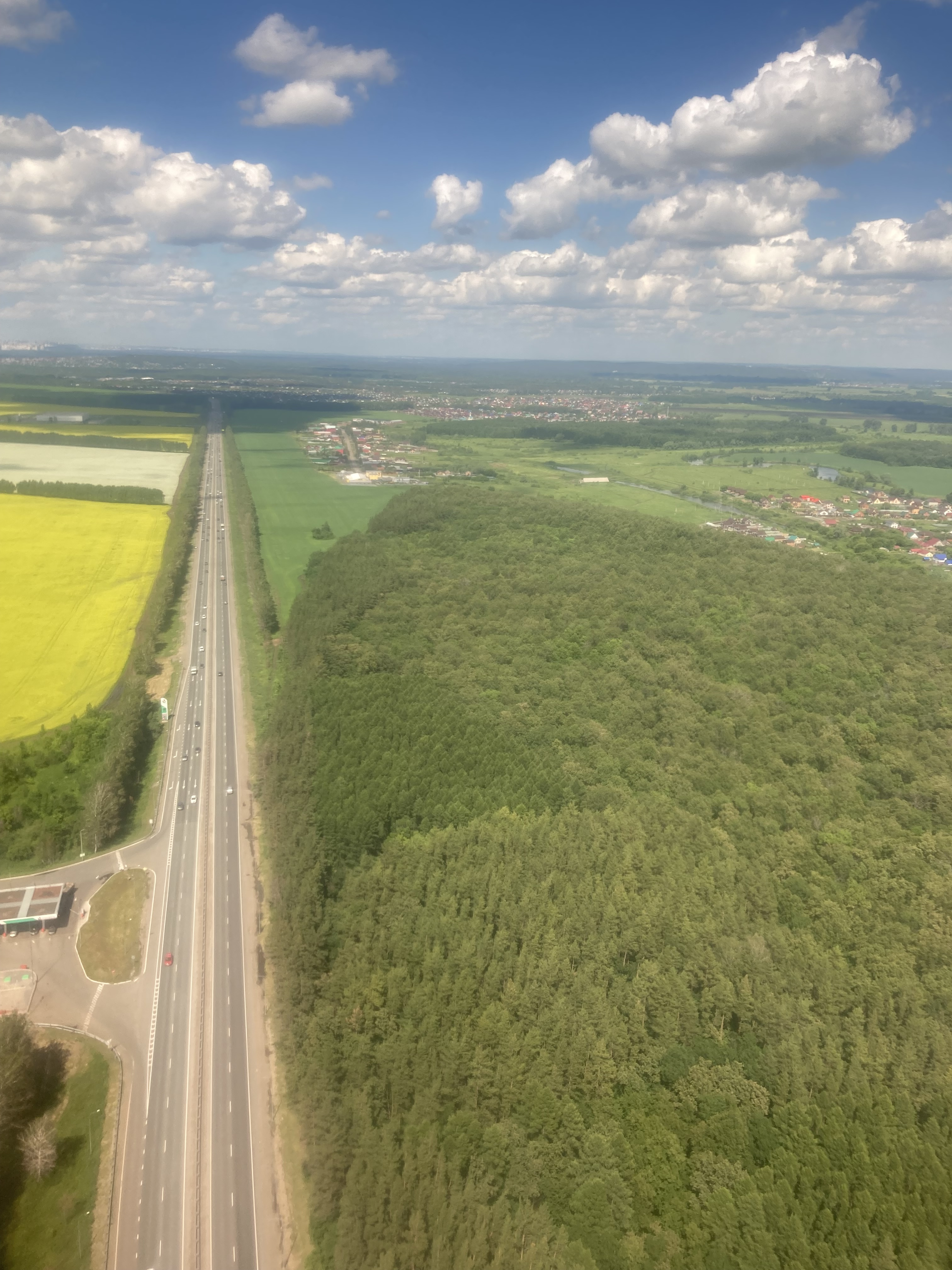
Траса Уфа-Оренбург та села Локотки та Іскіно з повітря.

Р240 є основною автошляхом до міжнародного аеропорту Уфа, у зв'язку з чим до розв'язки з під'їздом в аеропорт тракт виконаний у вигляді повноцінної шестисмугової автомагістралі з розділеними проїзними частинами, освітленням у темний час доби, без перехресть і з'їздів, а також з надземними пішохідними переходами . Далі проходить територією Уфімського району Башкортостану у південному напрямку у вигляді сучасної автомагістралі з розв'язками та розділовою смугою. Далі траса йде територіями Кармаскалінського, Аургазинського, Стерлітамацького, Мелеузовського районів, міського округу місто Кумертау та Куюргазинського району. Потім йде по території Оренбурзької області через Жовтневий і Сакмарський райони. За 55 кілометрів до Оренбурга в Жовтневому районі Оренбуржжя з'єднуються дороги Р239 та Р240. Кінцевий пункт – Оренбург.

## Перетин з іншими трасами
М7 «Волга», М5 «Урал», Булгаково — Инзер — Белорецк, Стерлитамак — Белорецк — Магнитогорск, Ира — Магнитогорск, Р239 Казань — Оренбург — граница с республикой Казахстан, Оренбург — Орск — граница с Челябинской областью, Р335 Оренбург — Илек, М-5 "Урал" Подъезд к Оренбургу.

## Населені пункти
Траса проходить через р. Уфу, с. Толбази, с. Зірган, р. Кумертау, с. Стара Відрада с. Старому рапталовому, с. Новому рапталовому, с. Жовтневе, м. Оренбург. За кілька кілометрів від траси розташовані міста Ішимбай, Салават, Мелеуз та Стерлітамак.
Перетин з річками Білої, Уршак, Аургази, Асової, Куганак, Стерлею, Ашкадар, Тереклою, Мекатевлі, Мелеуз, Куяніш, Великою Юшатир'ю, Салмиш, Янгіз, Сакмарою.
Клімат у зоні пролягання траси помірно континентальний: помірно холодна зима, спекотне літо. Рельєф: горбиста місцевість, яку змінюють рівнинні ділянки, у зв'язку з цим на дорозі багато знаків, що обмежують швидкість руху.

## Стан
Траса поперемінно шести-, чотири- та двосмугова. Від Уфи до уфімського аеропорту дорога 6-смугова, далі до повороту на Стерлітамак (112 км) — 4-смугова, потім звужується до 2-смугової. Ділянка Уфа-Стерлітамак поступово приводиться до відмінного стану, проводиться реконструкція ділянок, деякі з них вже відремонтовані (16-112 км), на всіх цих ділянках встановлено роздільну огорожу, а від повороту на аеропорт Уфа до Булгакова вже встановлені та працюють стовпи освітлення. А надалі планується провести освітлення на всій ділянці від Уфи до Стерлітамака. На 39 км у районі села Актюба відкрито перший на цій дорозі надземний пішохідний перехід, а на 34 кілометрі другий. На трасі плануються провести роботи з реконструкції обходу Стерлітамака з розширенням до 4 смуг зі 112 по 135 кілометр. Траса асфальтована, добрий стан траси (2020). У районі сільських населених пунктів на дорозі корови та вівці нерідко створюють перешкоди для руху. Є 2 залізничні переїзди в районі сіл Зірган та Вільхівка.